# Villazón
Villazón ist eine Mittelstadt im Departamento Potosí im südamerikanischen Anden-Staat Bolivien. Die Stadt wurde am 20. Mai 1910 gegründet und nach dem damaligen bolivianischen Präsidenten, Eliodoro Villazón, benannt. 

## Lage im Nahraum
Villazón ist der zentrale Ort des Municipios Villazón in der Provinz Modesto Omiste. Die Stadt liegt im Süden Boliviens auf einer Höhe von 3450 m an der Grenze zu Argentinien am linken Ufer des Río Sochora, einem der Quellflüsse des Río Pilcomayo. Südlich von Villazón, auf der argentinischen Seite der Grenze, liegt die Stadt La Quiaca, die direkt mit Villazón zusammengewachsen und über die Brücke „Horacio Guzmán“ erreichbar ist.

## Geographie
Villazón liegt im südlichen Teil der kargen Hochebene des bolivianischen Altiplano. Das Klima ist wegen der Binnenlage kühl und trocken und durch ein typisches Tageszeitenklima gekennzeichnet, bei dem die Temperaturschwankungen zwischen Tag und Nacht in der Regel deutlich größer sind als die jahreszeitlichen Schwankungen.
Die Jahresdurchschnittstemperatur liegt bei 11 °C (siehe Klimadiagramm Villazón) und schwankt nur unwesentlich zwischen gut 5 °C im Juni/Juli und gut 14 °C von November bis März. Der Jahresniederschlag beträgt nur etwa 350 mm, mit einer stark ausgeprägten Trockenzeit von April bis Oktober mit Monatsniederschlägen unter 10 mm, und einer Feuchtezeit von Dezember bis Februar mit 70–90 mm Monatsniederschlag.

## Verkehrsnetz
Villazón liegt in einer Entfernung von 353 Straßenkilometern südlich von Potosí, der Hauptstadt des Departamentos.
Von Villazón aus in nördlicher Richtung führt die asphaltierte Nationalstraße Ruta 14 über 92 Kilometer zur Stadt Tupiza und weitere 261 Kilometer über Cuchu Ingenio nach Potosí.
Von Villazón aus in nordöstlicher Richtung führt die unbefestigte Ruta 28 über 165 Kilometer zur Stadt Padcaya im Departamento Tarija. Dort trifft sie auf die Ruta 1, die nach Süden zur Stadt Bermejo und in nördlicher Richtung nach 51 Kilometern Tarija erreicht und nach weiteren 362 Kilometern Potosí.
Villazón ist der südliche Endpunkt des Schienenverkehrs auf dem bolivianischen Altiplano. Von Villazón über Uyuni nach Oruro verkehren Personenzüge der Empresa Ferroviaria Andina.

## Bevölkerung
Die Einwohnerzahl der Ortschaft ist in den vergangenen Jahrzehnten auf das Dreifache angestiegen:
| Jahr | Einwohner | Quelle       |
| ---- | --------- | ------------ |
| 1976 | 12 536    | Volkszählung |
| 1992 | 23 670    | Volkszählung |
| 2001 | 28 045    | Volkszählung |
| 2012 | 35 167    | Volkszählung |
| 2024 |           | Volkszählung |

## Wirtschaft
Villazón ist eine typische Grenzstadt, der Handel mit legalen, aber auch mit eingeschmuggelten Waren ist der dominierende Wirtschaftszweig. Wegen der niedrigen Preise ist sie als Einkaufsstadt in der argentinischen Provinz Jujuy sehr bekannt. Das Zentrum ist modern und von kleinen Geschäften geprägt, in denen hauptsächlich Textilien und elektronische Artikel verkauft werden.

## Söhne und Töchter der Stadt
- Óscar Soliz (* 1985), Radrennfahrer